# Azaleothrips neatus
Azaleothrips neatus är en insektsart som beskrevs av Laurence A. Mound och Walker 1986. Azaleothrips neatus ingår i släktet Azaleothrips och familjen rörtripsar. Inga underarter finns listade i Catalogue of Life.